# 西澤亮一
西澤 亮一（にしざわ りょういち、1978年2月13日 - ）は、日本の実業家。 株式会社ネオキャリア 代表取締役。

## 経歴
北海道に生まれる。
2000年4月新卒で投資会社へ入社。同年11月同期9名で株式会社ネオキャリアを設立。取締役就任。1年半で赤字4000万円、一時倒産の危機を迎える。2002年、会社を建て直し、黒字化へと導く。
その後、「成長し続ける」という全社で掲げる思想の下、新卒紹介事業、人材派遣事業を展開。2011年にはシンガポール法人設立を皮切りに海外進出を開始し、現在は国内75拠点、海外7つの国と地域16拠点にグループ会社をもつ。
またIT領域、ヘルスケア領域でも複数事業を展開し、2018年には売上500億円を実現した。

## 賞歴
※企業としての受賞を含む。
ダイヤモンド社のダイヤモンド経営者倶楽部主催「2014年 年間優秀企業」受賞。
AERA 「アジアで勝つ日本人100人」に選出。
日経ビジネス「若手経営者が選ぶベスト社長」に選出。
新日本有限責任監査法人主催「Job Creation 2015」にて第1位を受賞。
新日本有限責任監査法人主催「EY Entrepreneur Of The Year 2015 Japan」受賞。
「働きがいのある会社」2016年版、従業員1,000名以上部門にてベストカンパニーを受賞。

## 著書
- 「海外で働こう」
- 「世界を動かすアブローダーズ」他